# Langneussteurgarnaal
De langneussteurgarnaal (Palaemon longirostris) is een garnalensoort uit de familie van de steurgarnalen (Palaemonidae). De wetenschappelijke naam van de soort werd in 1837 voor het eerst geldig gepubliceerd door Henri Milne-Edwards.